# Éloge de la folie
Pour les articles homonymes, voir Éloge (homonymie).
Éloge de la folie ou L’Éloge de la folie, également La Louange de la sottise ou encore La Louange de la folie, dont le titre grec est Μωρίας ἐγκώμιον (Môrías enkômion) et le titre latin Stultitiæ laus, est une déclamation écrite en latin en 1509 par Érasme et imprimée pour la première fois en 1511 à Paris chez Jehan Petit et Gilles de Gourmont, puis réimprimé ne varietur (sans altération) en août 1511 à Strasbourg chez Mathias Schurer.
Après en avoir conçu les grandes lignes au cours de ses voyages sur les routes d'Italie et d'Allemagne, Érasme révisa et développa son travail, à l'origine écrit en une semaine, pendant son séjour chez Thomas More (auteur de L'Utopie) dans la propriété que ce dernier avait à Bucklersbury. On considère que c'est l'une des œuvres qui ont eu le plus d'influence sur la littérature du monde occidental et qu'elle a été un des catalyseurs de la Réforme. L'ouvrage sera mis à l'Index en 1557 lors de la Contre-Réforme.

## Œuvre
Elle commence avec un éloge imité de l'auteur satirique grec Lucien de Samosate, dont Érasme et Thomas More avaient récemment traduit l'œuvre en latin. Le ton devient plus sombre dans une série de discours solennels, lorsque la folie fait l'éloge de l'aveuglement et de la démence et lorsqu'on passe à un examen satirique des superstitions et des pratiques pieuses dans l'Église ainsi qu'à la folie des pédants. Érasme était récemment rentré profondément déçu de Rome, où il avait décliné des avances de la Curie romaine. Peu à peu la folie prend la propre voix d'Érasme qui annonce le châtiment. L'essai se termine en décrivant selon l'auteur les véritables idéaux chrétiens.

## Genre
Il s’agit d’une thèse humoristique, rédigée en latin de manière volontairement savante, truffée à dessein de locutions grecques, découpée en soixante-huit articles. Érasme y fait parler la déesse de la Folie et lui prête une critique acerbe des diverses professions et catégories sociales, notamment les théologiens, les maîtres, les moines et le haut clergé mais aussi les courtisans dont nous avons une satire mordante.
Il existe une référence directe au genre au chapitre LX.

« Mais il n’est pas dans mon sujet d’examiner la vie des papes et des prêtres, j’aurais l’air de composer une satire au lieu de mon propre éloge, et l’on pourrait croire qu’en louant les mauvais princes j’ai l’intention de censurer les bons. »

Cette citation illustre le ton de l'œuvre, où la Folie fait son éloge, mais un éloge transformé par Érasme en une satire. Cette technique permet de surprendre le lecteur, d'affiner la dénonciation des travers de ses contemporains, et de rendre son propos plus efficace. Cet auteur a excellé dans le genre satirique. Ainsi, il est l’auteur des Colloques : une satire piquante des mœurs de son époque qui souligne son esprit indépendant. Mais dans L’Éloge de la Folie, la satire s’élargit et dépasse l’époque de son auteur pour atteindre la société humaine en général.

## Allusions et intertextualité
Érasme était un grand ami de Thomas More, avec qui il partageait le goût de l'humour à froid et d'autres jeux de l'esprit. Le titre grec Éloge de la folie peut également être compris comme Éloge de More. Le second et le troisième degré transparaissent sous le texte. L'ouvrage est dédié à Thomas More, ce qui explique le jeu de mots du titre original, Encomium Moriæ.
L'essai est rempli d'allusions classiques placées à la manière typique des humanistes de la Renaissance. Érasme connaissait bien la mythologie grecque et romaine, ainsi que les philosophes de l'Antiquité. Il fait d'ailleurs constamment référence aux mythes de l'Antiquité. La Folie est présentée comme la principale déesse de l'Olympe, l'« Alpha », fille de Ploutos, autrement dit Pluton (le riche en grec, qui désignait le dieu tant redouté Hadès, maître tout puissant de la vie souterraine, l'infra-terrestre séjour des morts, à la fois enfer et paradis) et de la belle entre toutes Jeunesse, apparentée à Aphrodite. Elle fut élevée et nourrie par deux nymphettes, Ivresse et Ignorance. Tous les autres dieux et déesses lui sont redevables de quelque chose. Dans le cortège de ses suivantes fidèles on trouve Philautia (le narcissisme, plus précisément l'estime inconditionnelle de soi), sa quasi-sœur, Kolakia (la flatterie), Léthé (l'oubli), Misoponia (la paresse), Hedonè (le plaisir), Anoia (la démence), Tryphe (la licence, la licencieuse), et deux compagnons, Komos (l’intempérance) et Eegretos Hypnos (le sommeil profond). D'autres références intéressantes sont le mythe de Sisyphe, le satyre Pan et le dieu Bacchus souvent mis en relation avec la Folie, plusieurs récits mythiques concernant Midas, le mythe d'Orphée, etc.
Érasme fait également plusieurs fois référence à La République de Platon, plus particulièrement à l'allégorie de la caverne pour dénoncer la multitude des gens se complaisant dans leur folie.

« Trouvez-vous une différence entre ceux qui, dans la caverne de Platon, regardent les ombres et les images des objets, ne désirant rien de plus et s’y plaisant à merveille, et le sage qui est sorti de la caverne et qui voit les choses comme elles sont ? »

Érasme montre également une bonne connaissance des philosophes médiévaux et fait de nombreuses allusions à saint Augustin, saint Thomas ou encore Guillaume d'Ockham. Il cite régulièrement Horace, Sénèque et autres écrivains de l'Antiquité. Il fait également plusieurs fois référence aux Grenouilles d'Aristophane, une comédie satirique où le chœur est tenu par des grenouilles.

« Mais j’entends coasser derechef les stoïciennes grenouilles »

Mais le but principal de l'auteur est d'en venir à l'idéal chrétien tel qu'il le comprend dans les Évangiles et comme l'enseigne l'apôtre Paul, lui-même jugé fou et qui se revendique tel, par opposition à tous ceux qui, sous couvert de raison et de sagesse, interprètent et dévoient les textes canoniques au gré de leurs intérêts particuliers : les théologiens, les clercs, les moines, les évêques et le pape. Il est également utile de mentionner un autre élément intertextuel, qui cette fois se situe en amont. En effet, Érasme compare la vie humaine à une pièce de théâtre, comme le fera Shakespeare plus tard dans sa comédie Comme il vous plaira : « All the World's a Stage »
À sa manière, Érasme fait plutôt référence au théâtre de l'Antiquité, caractérisé par le port de la persona, masque à l'expression figée.

« Il en va ainsi de la vie. Qu’est-ce autre chose qu’une pièce de théâtre, où chacun, sous le masque, fait son personnage jusqu’à ce que le chorège le renvoie de la scène ? »

## Réception

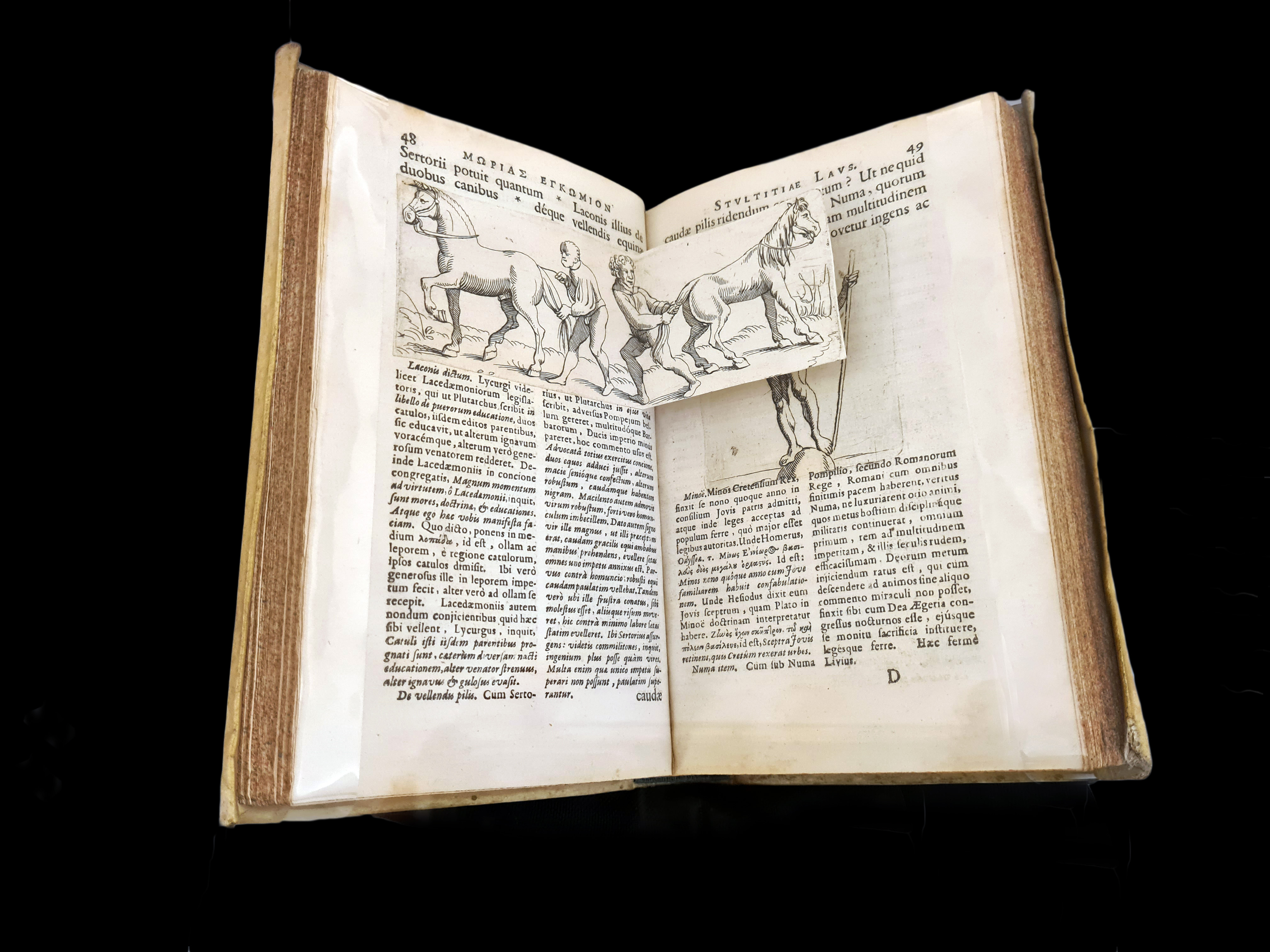
Illustrations de Hans Holbein le Jeune pour l'édition de Bâle en 1676
(Médiathèque protestante de Strasbourg).

L'Éloge de la Folie a connu un grand succès populaire, à l'étonnement d'Érasme et parfois à sa consternation. Le pape Léon X le trouvait amusant. Avant la mort d'Érasme, il avait été édité de nombreuses fois et avait été traduit en français et allemand. Une édition en anglais suivit. Une des éditions de 1511, illustrée avec des gravures sur bois par Hans Holbein l'Aîné, a fourni les illustrations les plus célèbres de l'ouvrage. En 1514, il fait imprimer son ouvrage à Bâle par le libraire éditeur Johann Froben. Le peintre Hans Holbein le Jeune illustrant les éditions de Froben, réalise sans doute en 1523 des dessins à la plume dans les marges d'un exemplaire conservé actuellement dans un musée de Bâle, dessins jugés licencieux par la Réforme protestante si bien que cet ouvrage avec ces illustrations gravées à l’eau forte n'est réédité qu'en 1676 à Bâle (Basilæ, typis Genathianis, 1676, in-8). Il est traduit en français par G. Hallouin pour l'éditeur Galliot du Pré sous le titre complet de De la déclamation des louenges de follie, stile facessieux et profitable pour coignoistre les erreurs et abus du monde (Paris, chez Pierre Vidoue, 2e jour d’aoust 1520, in-4). Le titre L’Éloge de la folie semble apparaître pour la première fois dans l’édition de 1713 (Paris, in-12).

## Traductions françaises
- 1520 : De la déclamation des louenges de follie, stile facessieux et profitable pour coignoistre les erreurs et abus du monde, Paris, imprimé par Pierre Vidoue pour le libraire Galliot du Pré, 2e jour d’aoust 1520, in-4. (traduction attribuée à G. Hallouin[10]).
- 1643 : La Louange de la sottise, déclamation d’Erasme mise en françois, La Haye : chez J. Maire, 1643, in-12, v. Cette édition reprendrait une ancienne traduction attribuée à Nicolas de Volkyr (1480-1541).
- 1670 : La Louange de la Folie, traduite d'un traitté d'Érasme intitulé, Oencomium Moriæ, par Monsieur Petit, de Pontau de mer, Advocat en Parlement, satyre en prose, Paris : Augustin Besoigne, 1670[11]
- 1713 : L’Éloge de la Folie, composé en forme de Déclamation par Érasme, et traduit par Monsieur Gueudeville, Leyde : P. Vander Aa, 1713, in 12°.
- 1745 : L’Éloge de la Folie, composé en forme de Déclamation par Érasme, et traduit par Monsieur Gueudeville, avec les notes de Gerard Listre et les belles Figures de Holbein, le tout sur l'original de l'Académie de Bâle, Amsterdam : François l'Honoré, 1745. 1 volume in-12.
- 1789 : L'Éloge de la folie, traduction nouvelle du latin d'Érasme, par M. Barrett, orné de 12 figures, à Paris : Defer de Maisonneuve et à Liège : Lamoré, 1789, in-12, XII-248 p.
- 1826 : L'Éloge de la folie, par Érasme, traduction nouvelle par C.-B. de Panalbe (pseudonyme de Charles Brugnot, né en 1798, mort en 1831), Troyes : Cardon, 1826, in-8°
- 1843 : Éloge de la folie, traduit du latin d'Érasme, par Barrett, précédé de l'histoire d'Érasme et de ses écrits, par M. Nisard, Paris : C. Gosselin, 1843, in-12, 305 p.
- 1867 : Éloge de la folie, traduction nouvelle par G. Lejeal, Paris : Bureaux de la Bibliothèque nationale, 1867, in-16, 149 p.
- 1877 : L'Éloge de la folie, composé en forme de déclamation par Érasme. Traduction nouvelle, avec une préface, une étude sur Érasme et son époque, etc., par Emmanuel des Essarts. 81 eaux-fortes d'après les dessins d'Holbein, un frontispice de Worms et un portrait de l'auteur gravés par Champollion, Paris : Arnaud et Labat, 1877, in-16.
- 1936 : Éloge de la folie, nouvellement traduit par Pierre de Nolhac de l'Académie française, suivi de la lettre d'Érasme à Dorpius avec des annotations de Maurice Rat, Paris : Librairie Garnier Frères, 1936.
- s.d. (1936)[12]: L'Éloge de la folie, traduction de M. Gueudeville avec une notice biographique, les notes de Gérard Listre et un index des sujets traités, Paris : Éditions Verda, s. d. (1936)
- 1941 : Éloge de la folie, textes choisis, traduits et annotés, Bruxelles : Office de Publicité, 1941.
- 1942 : Éloge de la folie, traduit du latin par Thibault de Laveaux, illustrée par Hans Holbein, Bruxelles : Éditions du Rond-Point, sur les presses du maître imprimeur Firmin Desmet, 1942.
- 1945 : L'Éloge de la folie, traduction de Victor Develay, Bruxelles : Éditions du Frêne, s. d. (v. 1945).
- 1946 : Éloge de la folie, ce livre a été traduit du latin par Thibault de Laveaux, Paris : à l'Enseigne du pot cassé, 1946.
- 1957 : Éloge de la folie, texte traduit et annoté par Victor Larock, Bruxelles : Office de Publicité, 1957.
- 1961 : Éloge de la folie, traduction de Victor Develay, introduction de Daniel Van Damme, conservateur de la "Maison d'Érasme" à Anderlecht, Paris : Éditions Tarbrag, s. d. (v. 1961).
- 1965 : L'Éloge de la folie, traduit du latin par Victor Develay, illustrations de Hans Holbein, introduction et étude sur Érasme et Holbein par Daniel Van Damme, Conservateur-Fondateur du Musée de la Maison d'Érasme, Bruxelles : Grande librairie de la Faculté, 1965.
- 1991 : Éloge de la folie, avec les dessins de Hans Holbein, traduit du latin par Thibault de Laveaux, Paris : Le Castor astral, 1991  (ISBN 2-85920-162-9).
- 1991 : "Éloge de la folie", dans : Érasme. Œuvres choisies, présentation, traduction et annotations de Jacques Chomarat, Paris : Le livre de poche classique, 1991, pp. 107-227  (ISBN 2-253-05579-4).
- 1992 : "Éloge de la Folie. Encomium Moriæ. Stultitiæ laus", traduit du latin, présenté et annoté par Claude Blum, dans : Érasme, Paris : Robert Laffont, "collection Bouquins", novembre 1992, pp. 1-100  (ISBN 2-221-05916-6).
- 1997 : Éloge de la folie, traduit du latin par Thibault de Laveaux, avec une postface de Philippe Farget, Turin : Éditions Mille et une nuits, janvier 1997  (ISBN 2-84205-104-1).
- 2008 : Louange de la sottise. Éloge de la Dive Moria. Déclamation d'Érasme de Rotterdam, traduit nouvellement du latin et annoté par Alain Van Dievoet, préfacé par Jean-Pierre Vanden Branden, Bruxelles : Les Éditions du Haz/sard, 2008  (ISBN 2-930154-17-9).
- 2018 : Éloge de la folie d'Érasme, illustré par les peintres de la Renaissance du Nord, Éditions Diane de Selliers, septembre 2018[13]
- 2018 : Éloge de la folie, traduit par Jean-Christophe Saladin, Les Belles Lettres, 2018.